# Kryminalny Magiel
 Festiwal Kryminału Retro „Kryminalny Magiel” – festiwal poświęcony literaturze i filmowi kryminalnemu, odbywający się co roku w Gostyniu.  Jego celem jest upowszechnianie różnych odmian  tego gatunku twórczości, ze szczególnym uwzględnieniem kryminału historycznego.

## Historia i organizatorzy
Pierwsza edycja festiwalu odbyła się w 2020 r. Festiwal jest organizowany przez Bibliotekę Publiczną Miasta i Gminy w Gostyniu, Gostyński Ośrodek Kultury „Hutnik” oraz Muzeum w Gostyniu. Główną sceną jest GOK „Hutnik”, wydarzenia festiwalu odbywają się też w innych miejscach: bibliotekach, szkołach, w plenerze.

## Program
Wydarzenia festiwalowe obejmują m.in.:
- spotkania z pisarzami (m.in. Markiem Krajewskim, Ryszardem Ćwirlejem, Sławomirem Koprem, Grahamen Mastertonem, Maxem Czornyjem)
- warsztaty literackie
- konkursy literackie („Najlepszy Kryminał Retro” i „Ostre Pióro”)
- warsztaty kryminalistyczne
- rekonstrukcje historyczne
- promocje komiksów autorstwa gostyńskich rysowników (seria „Kotek i kot”)
- spotkania z przedstawicielami służb mundurowych (m.in. policji, Służby Więziennej)
- panele dyskusyjne
- projekcje filmów (m.in. „Omerta”, amatorski film zrealizowany w Gostyniu w 2022 r., w którym zagrali mieszkańcy miasta)